# Edwin London
Edwin London (* 16. März 1929 in Philadelphia; † 26. Januar 2013 in Seattle) war ein US-amerikanischer Komponist, Hornist, Dirigent und Musikpädagoge.
London spielte in seiner Kindheit Horn, wechselte aber später zur Trompete. 1946 diente er als Hornist in der 774th United States Air Force Band in Fairbanks. Er studierte dann am Konservatorium des Oberlin College (Bachelor 1952) und an der University of Iowa (Master, Ph.D. 1961). Seine Lehrer waren u. a. Philip Greeley Clapp, Philip Bezanson, Luigi Dallapiccola, Darius Milhaud und Gunther Schuller.
Seine musikalische Laufbahn begann er als Hornist des Orquestra Sinfonica de Venezuela. Daneben trat er auch mit der Oscar Pettiford Jazz Band in New York auf. Von 1960 bis 1969 war er Professor am Smith College, danach bis 1978 an er University of Illinois at Urbana-Champaign. Hier gründete er den Kammerchor Ineluctable Modality, der sich vorrangig der Aufführung zeitgenössischer Musik widmete. Daneben unterrichtete er von 1972 bis 1973 als Gastprofessor an der University of California, San Diego. Von 1978 bis zu seiner Emeritierung 2004 war er Professor und Leiter der Musikfakultät der Cleveland State University. 1980 gründete er die Cleveland Chamber Symphony, deren Dirigent und künstlerischer Leiter er bis 2004 war. Von 1977 bis 1983 war er zudem Leiter der American Society of University Composers.
Das kompositorische Werk Londons umfasst neben hunderten von Liedern vorrangig Chorwerke und Opern (Santa Claus, 1960; The Death of Lincoln, 1976). Für sein Wirken erhielt er u. a. Preise des National Endowment for the Arts, der Guggenheim Foundation, der Rockefeller Foundation, der American Composers Alliance, des American Music Center und der American Society of Composers, Authors and Publishers. 1982 wurde er mit dem Cleveland Arts Prize for Composition ausgezeichnet, 2001 mit dem Ditson Conductor's Award.